# Атаконис (Келеський район)
Атакони́с (каз. Атақоныс) — село у складі Келеського району Туркестанської області Казахстану. Входить до складу Ошактинського сільського округу.
До 2002 року село називалось Більшовик.
Населення — 961 особа (2021; 678 у 2009, 775 у 1999, 474 у 1989).